# Martino Pesenti
Martino Pesenti   (Venècia, 1600 - Venècia, 1648) va ser un compositor, organista i clavecinista italià.

## Biografia
Martino Pesenti va néixer cec i patia paràlisi. Va ser deixeble de Giovanni Battista Grillo (fontes antigues informen Claudio Monteverdi). Va treballar exclusivament a Venècia, com a professor de música, afinador i músic, actuant en vetllades musicals i balls de la burgesia veneciana. Va ser bon amic de l'editor Alessandro Vincenti, que va publicar les obres completes de Pesenti el 1630 i el va anomenar en una exuberant dedicatòria Miracle del nostre segle.

## Obres
Pesenti va compondre obres a l'estil concertant, incloent un sol llibre de música sacra. Es coneixen set llibres de madrigals, un llibre d'àries per a una veu, un llibre de misses i motets per a una i tres veus i quatre llibres amb moviments de ball per a instrument de teclat i en part per a instrument de teclat amb altres instruments. Malgrat el desenvolupament del seu propi llenguatge musical, el llenguatge musical de Monteverdi encara es pot escoltar clarament al Llibre de madrigals de 1638.
Com es dedueix del paràgraf anterior, les obres publicades de Pesenti inclouen almenys set volums de madrigals i canzonettes, tres d'àries i cinc de danses, però només una de música d'església.
El seu estil és simple, gairebé auster, i és així similar al de molta de la música sacra de les esglésies parroquials venecianes i provincianes els anys 1610 i 1620, quan es van dictar diversos decrets prohibint l'escriptura florida i l'acompanyament elaborat. Les textures de duet de la majoria de les seves obres no són sorolloses i normalment homofòniques; a banda del cànon a l'uníson admet poc contrapunt, hi ha pocs melismes a les seves obres vocals, i les seves àries soles són molt curtes.